# Syngrapha excelsana
Syngrapha excelsana är en fjärilsart som beskrevs av Embrik Strand 1917. Syngrapha excelsana ingår i släktet Syngrapha och familjen nattflyn. Inga underarter finns listade i Catalogue of Life.